# USS Pert (PG-95)
USS Pert (PG-95) je bila korveta izboljšanega razreda Flower, ki je med drugo svetovno vojno plula pod zastavo Vojne mornarice ZDA, pred tem pa pod zastavo Kraljeve vojne mornarice.

## Zgodovina
23. julija 1943 je Kraljeva vojna mornarica Vojni mornarici ZDA predala korveto HMS Nepeta (K290). 18. oktobra 1946 so ladjo prodali v trgovsko mornarico.